# Peremptorische Einrede

Systematik der Einreden und Einwendungen

Die peremptorische Einrede (lateinisch peremptio = Vernichtung) schließt als Einwendung die Durchsetzbarkeit eines Rechtsanspruchs auf Dauer aus.
Die im Rechtsverkehr häufigste peremptorische Einrede ist die der Verjährung (§ 214 Abs. 1 BGB). Sie kann außerdem auf pactum de non petendo beruhen, der „Vereinbarung, nicht zu fordern“. Weitere Beispiele sind die Arglisteinrede (§ 853 BGB), das Recht der Verweigerung der Nachbesserung gemäß § 635 Abs. 3 BGB oder die Bereicherungseinrede (§ 821 BGB).
Im Versicherungsrecht kennt man die Einrede der groben Fahrlässigkeit und des Vorsatzes (§ 276 BGB): Die Übernahme eines Schadens durch eine Haftpflichtversicherung kann in diesen Fällen unter Umständen abgelehnt werden. Jedoch kann vertraglich im Voraus vereinbart werden, auf die Einrede der groben Fahrlässigkeit zu verzichten.
Das Gegenstück zur peremptorischen Einrede ist die dilatorische Einrede. Diese führt lediglich dazu, dass der Anspruch vorübergehend (nur zeitweilig) nicht durchgesetzt werden kann, so etwa die Einrede des nicht erfüllten Vertrags gemäß § 320 BGB. 
Sowohl die peremptorische als auch die dilatorische Einrede werden vor Gericht nur dann berücksichtigt, wenn der Schuldner sich tatsächlich auf sie beruft (daher Einrede).